# 野上徹
野上 徹（のがみ とおる、1938年9月11日 - ）は、日本の元政治家。元自由民主党衆議院議員（2期）。父親は新富グループ創業者。息子は参議院議員の野上浩太郎。

## 経歴
東京都渋谷区生まれ。1961年東京大学文学部仏文学科卒業。朝日新聞記者を経て、富山県議を2期務めた。1979年の総選挙で富山1区から自民党公認で立候補するが落選。翌1980年の総選挙で初当選、2期務めた。1986年の総選挙で落選。1990年と1993年の総選挙に続けて立候補したが落選。1996年の総選挙で富山1区から無所属で立候補したが落選。
ほか新富観光サービス社長、新富自動車会長を務めた。